# Linea Toden Arakawa

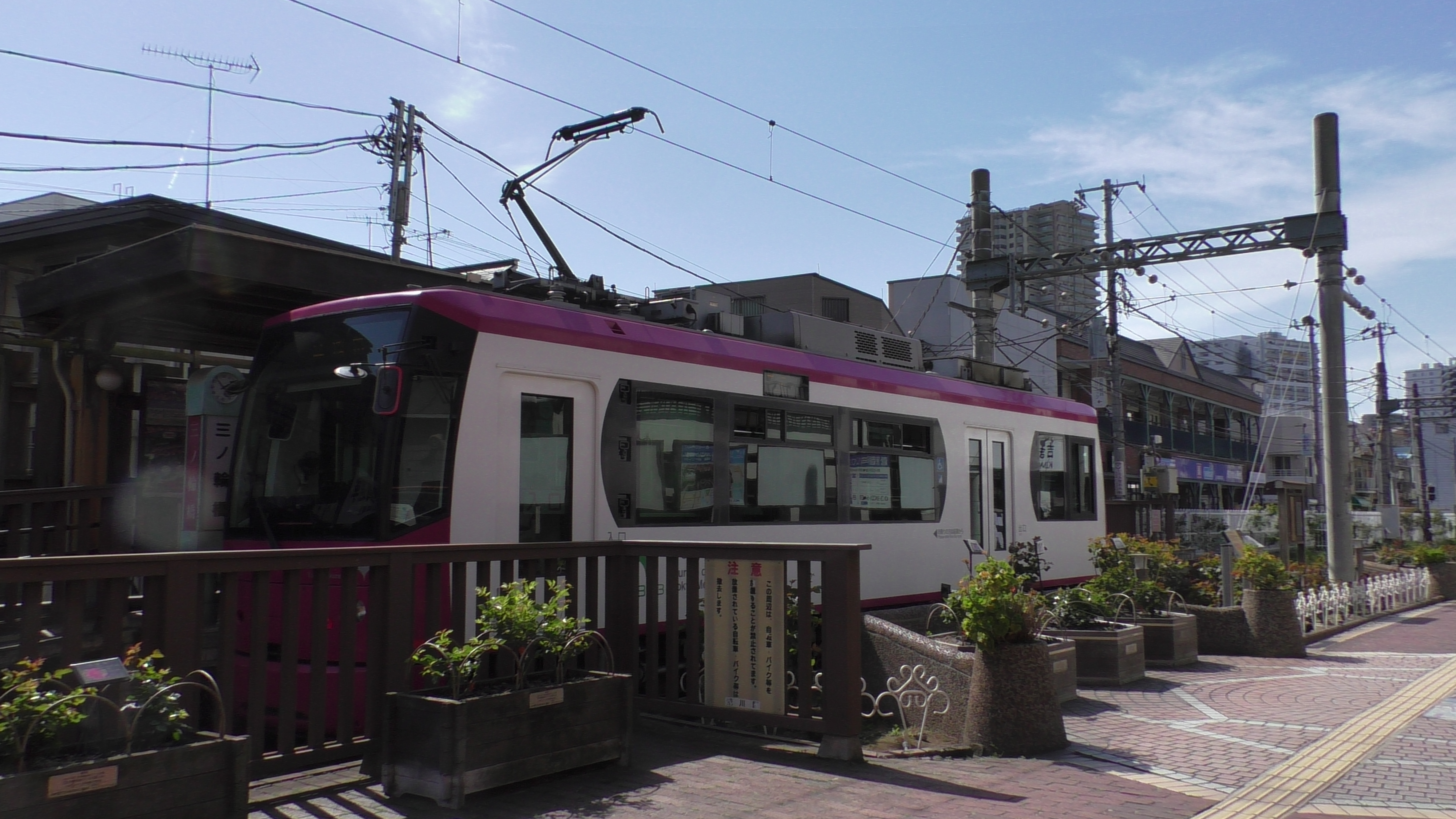
Tram serie 8800 a Minowabashi

La linea Toden Arakawa (都電荒川線?), chiamata anche Tokyo Sakura Tram (東京さくらトラム?), è una tranvia circolante a Tokyo e gestita dalla Toei. La linea è l'unica superstite della vasta rete di tram di Tokyo (Tokyo Toden) ma non è l'unica presente nella città. Di fatto, la linea Setagaya, gestita dalla Tokyu, è definita anche essa come una tranvia.

## Storia
La linea fu in origine costruita dalla Oji Electric Tram Company (王子電気軌道 Ōji-denki-kidō). Negli anni '60 vi furono molti progetti di chiudere la linea come il resto delle tranvie, ma una forte opposizione dei residenti ha fatto sì che la linea rimanesse aperta e nel 1974 fu venduta alla Toei che l'ha poi rinominata Toden Arakawa. La sezione di tracciato più antica di tutta la rete tranviaria fa oggi parte della linea stessa.

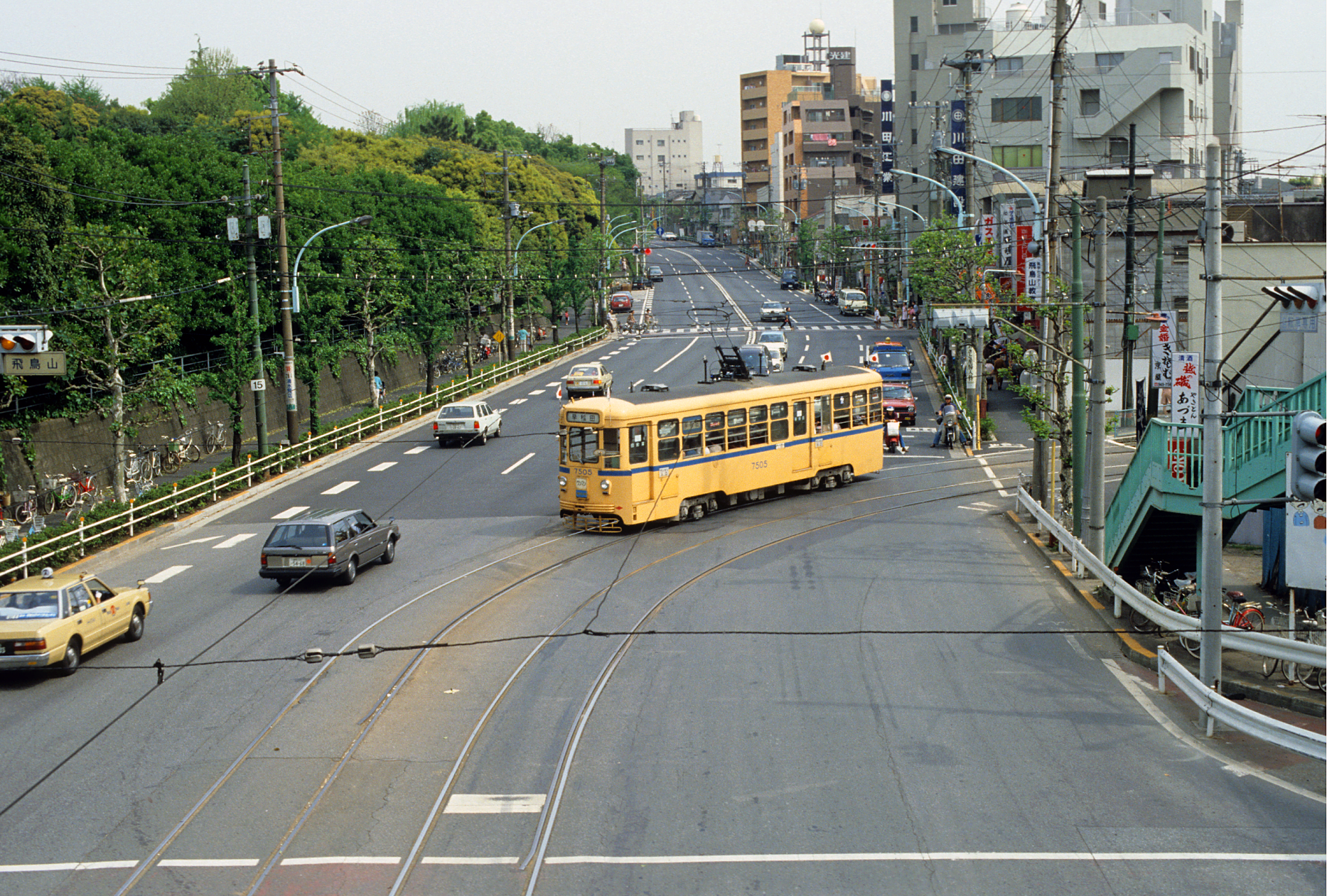
1985. Un tram all'uscita della sede stradale condivisa, in arrivo a Asukayama

## Caratteristiche
La linea corre interamente su sede propria eccetto un tratto tra Oji-ekimae e Asukayama dove il tracciato si inserisce sulla strada. È interamente a doppio binario con l'insolito scartamento di 1372mm e elettrificata a 600V. I treni sono guidati da un solo operatore.

## Stazioni
| N°   | Stazione                   | Interscambi                                               | Posizione |
| ---- | -------------------------- | --------------------------------------------------------- | --------- |
| SA01 | Minowabashi                | Linea Hibiya (Minowa)                                     | Arakawa   |
| SA02 | Arakawa-Itchumae           |                                                           | Arakawa   |
| SA03 | Arakawa-kuyakushomae       |                                                           | Arakawa   |
| SA04 | Arakawa-nichome            |                                                           | Arakawa   |
| SA05 | Arakawa-nanachome          |                                                           | Arakawa   |
| SA06 | Machiya-ekimae             | Linea Keisei principale (Machiya) Linea Chiyoda (Machiya) | Arakawa   |
| SA07 | Machiya-nichome            |                                                           | Arakawa   |
| SA08 | Higashi-Ogu-sanchome       |                                                           | Arakawa   |
| SA09 | Kumanomae                  | Nippori-Toneri Liner                                      | Arakawa   |
| SA10 | Miyanomae                  |                                                           | Arakawa   |
| SA11 | Odai                       |                                                           | Arakawa   |
| SA12 | Arakawa-yuenchimae         |                                                           | Arakawa   |
| SA13 | Arakawa-shakomae           |                                                           | Arakawa   |
| SA14 | Kajiwara                   |                                                           | Kita      |
| SA15 | Sakaecho                   |                                                           | Kita      |
| SA16 | Oji-ekimae                 | Linea Keihin-Tohoku Linea Namboku                         | Kita      |
| SA17 | Asukayama                  |                                                           | Kita      |
| SA18 | Takinogawa-Itchome         |                                                           | Kita      |
| SA19 | Nishigara-yonchome         |                                                           | Kita      |
| SA20 | Shin-koshinzuka            | Linea Mita (Nishi-Sugamo)                                 | Toshima   |
| SA21 | Koshinzuka                 |                                                           | Toshima   |
| SA22 | Sugamoshinden              |                                                           | Toshima   |
| SA23 | Otsuka-ekimae              | Linea Yamanote (Otsuka)                                   | Toshima   |
| SA24 | Mukohara                   |                                                           | Toshima   |
| SA25 | Higashi-Ikebukuro-yonchome | Linea Yurakucho (Higashi-Ikebukuro)                       | Toshima   |
| SA26 | Toden-zoshigaya            |                                                           | Toshima   |
| SA27 | Kishibojimmae              | Linea Fukutoshin (Zoshigaya)                              | Toshima   |
| SA28 | Gakushuinshita             |                                                           | Toshima   |
| SA29 | omokagebashi               |                                                           | Shinjuku  |
| SA30 | Waseda                     |                                                           | Shinjuku  |

## Materiale rotabile

### Corrente

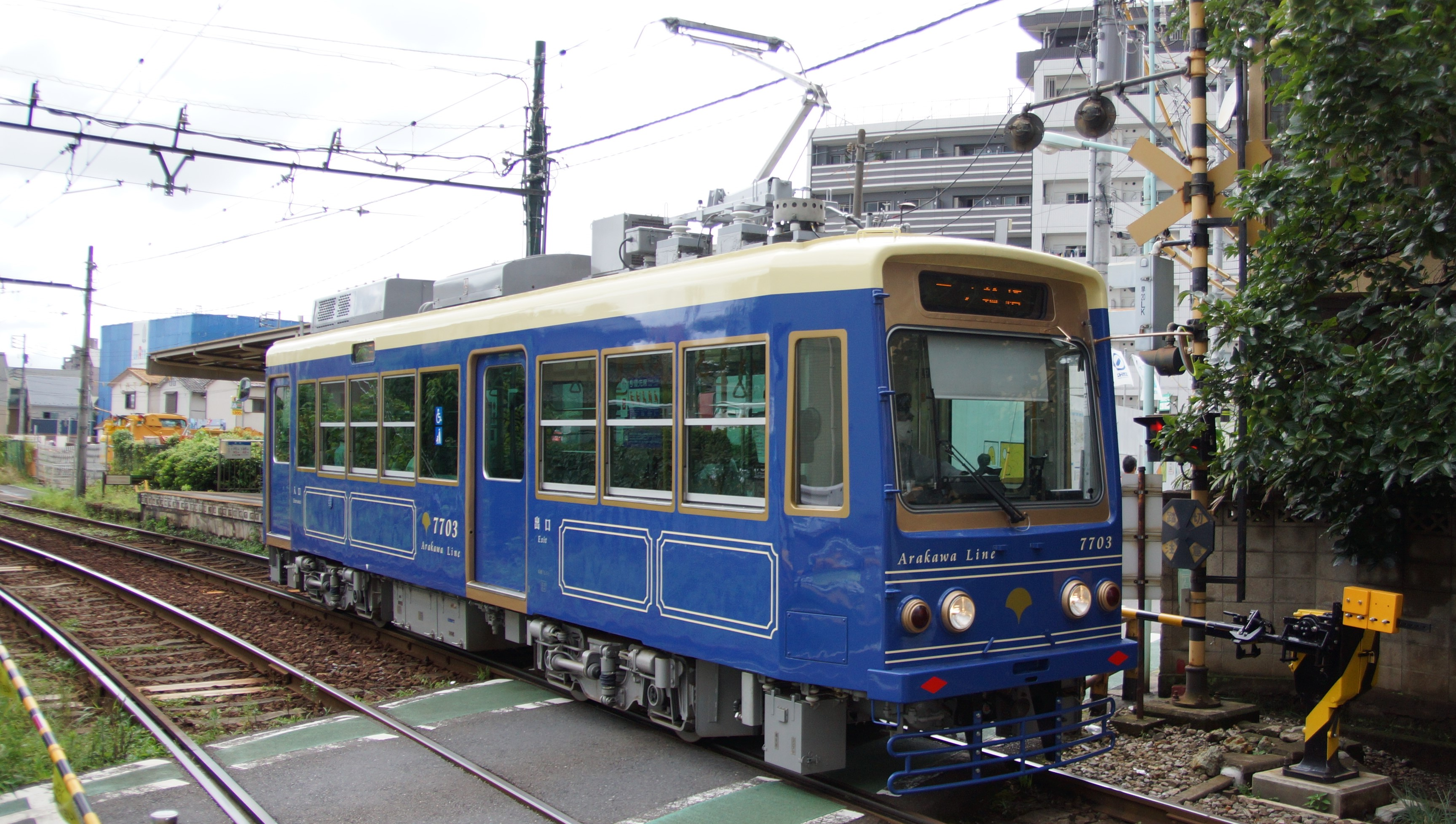
serie 7700
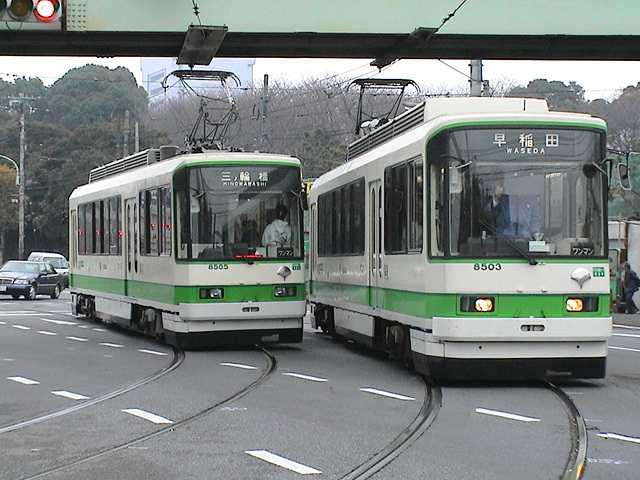
serie 8500
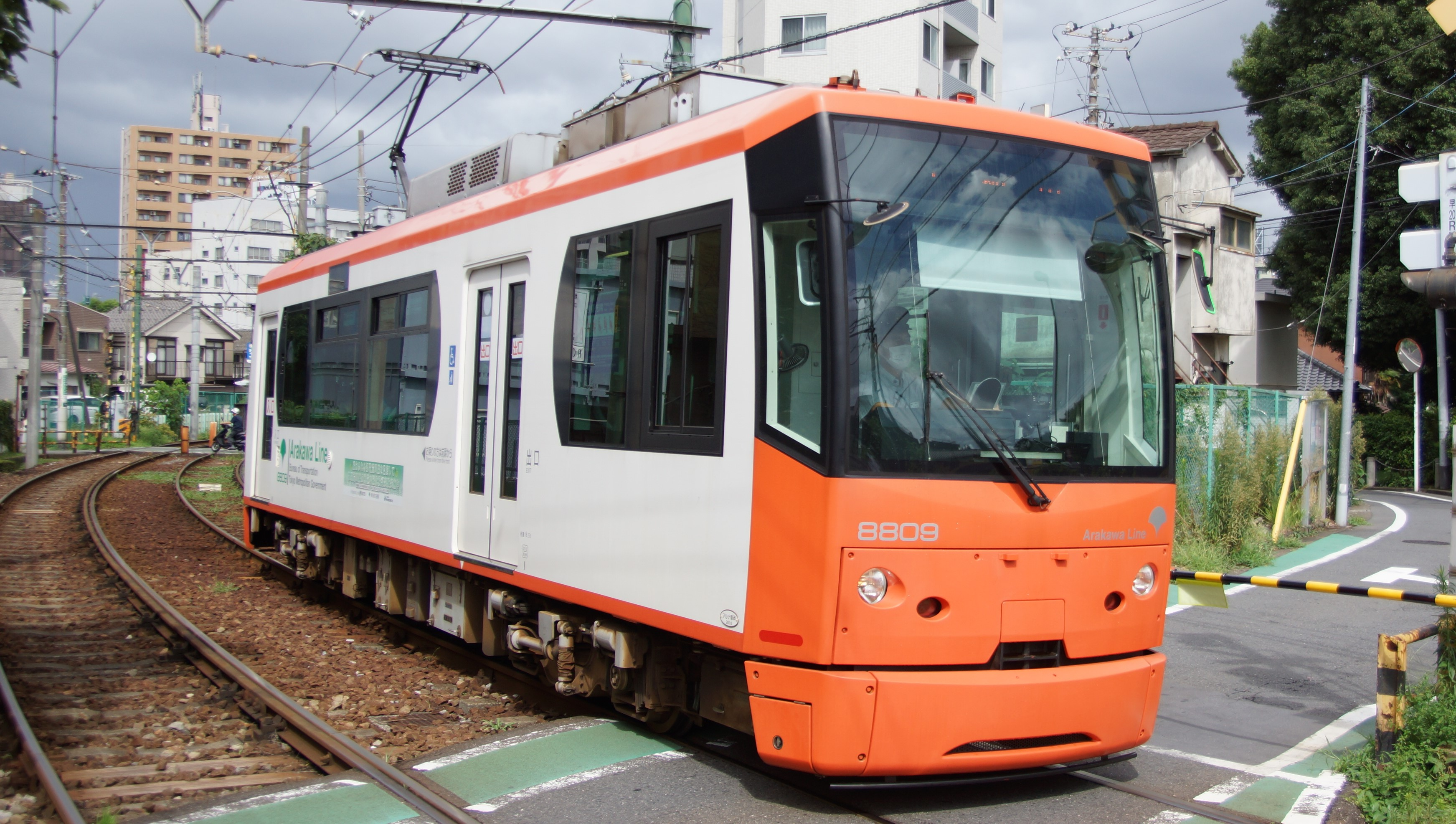
serie 8800
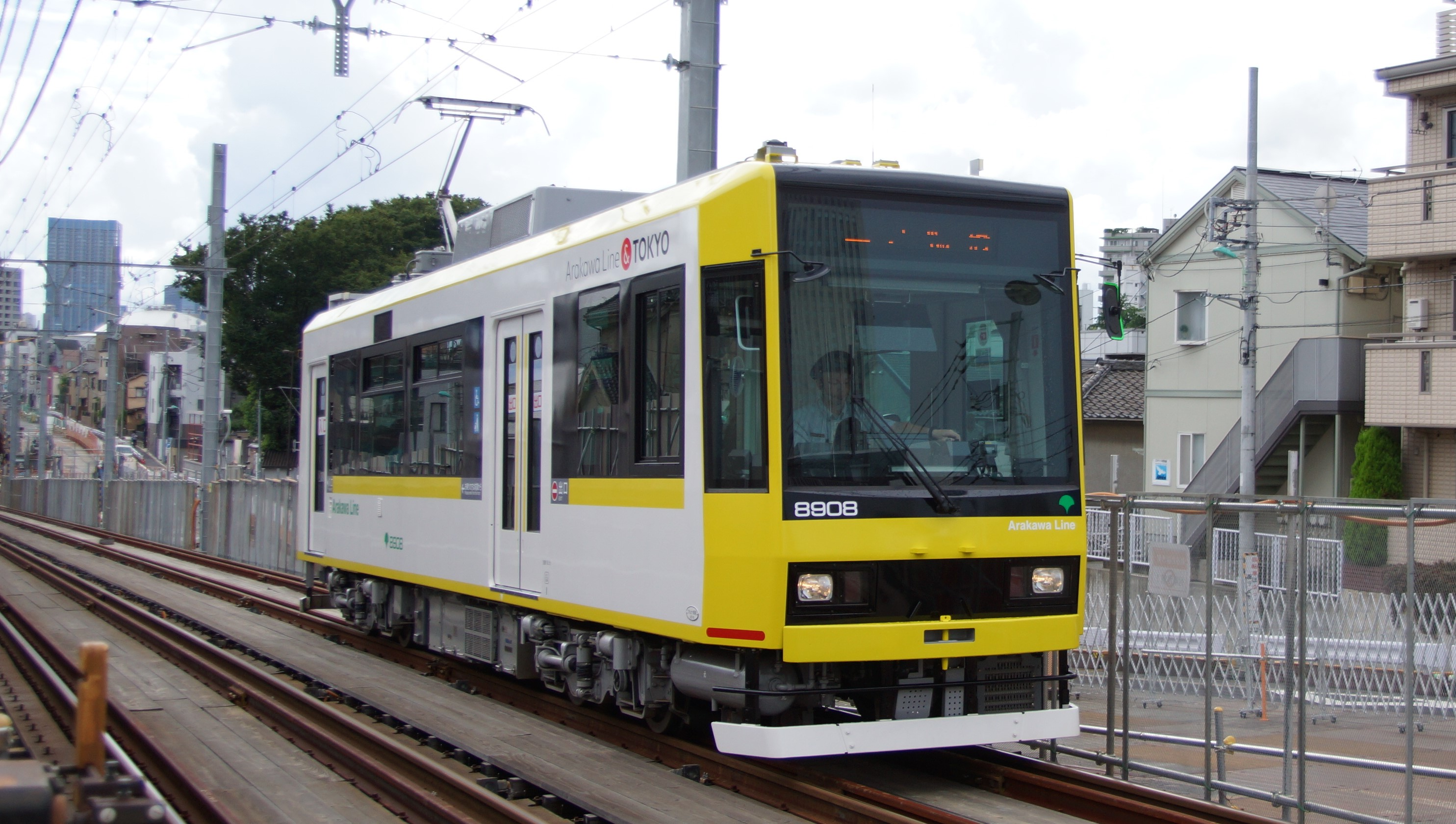
serie 8900
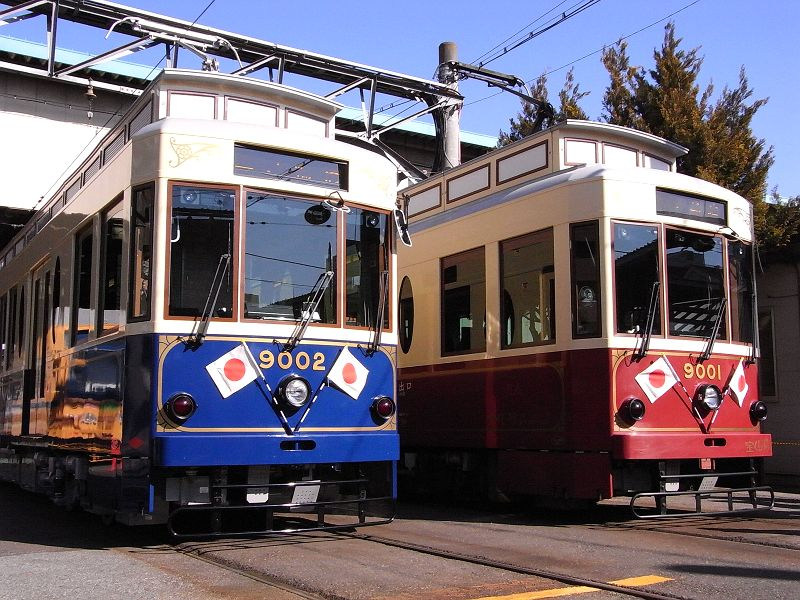
serie 9000  - Serie 7700
  - Serie 8500
  - serie 8800
  - Serie 8900
  - Serie 9000

### Ritirato

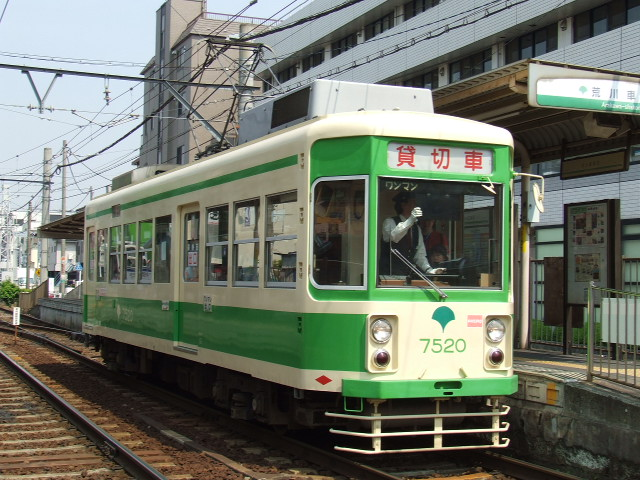
serie 7000 (1955-2017)
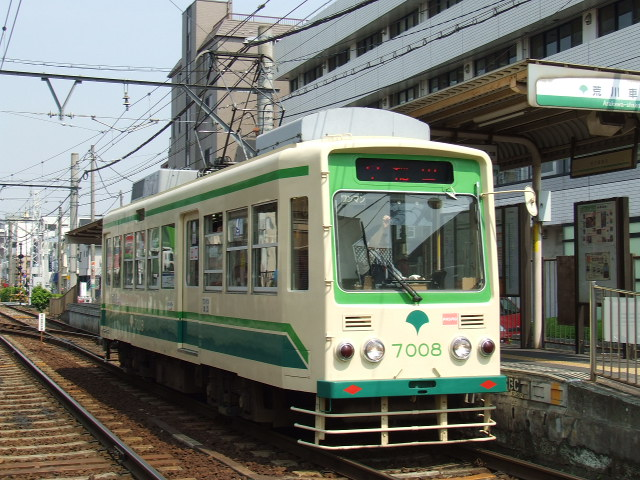
serie 7500  - Serie 7500
  - Serie 7000